# Урывский, Николай Иванович
Никола́й Ива́нович Урывский (25 декабря 1929, Кодубец, Острогожский район, Центрально-Чернозёмная область, РСФСР, СССР — 27 июня 2003, Зыряновск, Восточно-Казахстанская область) — советский работник промышленности, бригадир проходчиков Зыряновского свинцового комбината Министерства цветной металлургии СССР, Восточно-Казахстанская область, Казахская ССР. Герой Социалистического Труда (1966).
Родился в 1929 году в с. Кадубец Острогожского района (ныне — Воронежской области). С 1955 года работал бригадиром проходчиков на Зыряновском свинцовом комбинате.
В 1965 году бригада Николая Урывского выполнила план на 105,4 %. За выдающиеся успехи, достигнутые в развитии цветной металлургии удостоен звания Героя Социалистического Труда указом Президиума Верховного Совета СССР от 20 мая 1966 года с вручением ордена Ленина и золотой медали «Серп и Молот».